# Beaver River (distrito eleitoral)
Beaver River foi um distrito eleitoral federal representado na Câmara dos Comuns do Canadá de 1988 a 1997.
Foi localizado na província de Alberta. Esta equitação foi criada em 1987 e foi usada pela primeira vez nas eleições federais de 1988. Foi abolida em 1996, com sua área se tornando parte de Lakeland.